# Cayetana Chirinos
Cayetana Chirinos Asalde (* 26. Januar 2008 in Madrid) ist eine peruanisch-spanische Leichtathletin, die sich auf den Sprint spezialisiert hat.

## Sportliche Laufbahn
Erste internationale Erfahrungen sammelte Cayetana Chirinos im Jahr 2024, als sie bei den Hallensüdamerikameisterschaften in Cochabamba mit 7,74 s in der Vorrunde im 60-Meter-Lauf ausschied. Anschließend schied sie bei den Ibero-Amerikanischen Meisterschaften in Cuiabá mit 11,90 s im Vorlauf über 100 Meter aus und belegte mit der peruanischen 4-mal-100-Meter-Staffel in 46,91 s den siebten Platz. Daraufhin belegte sie bei den U20-Südamerikameisterschaften in Lima in 11,90 s den fünften Platz im 100-Meter-Lauf und gelangte im Staffelbewerb mit 47,59 s auf den sechsten Platz. Daraufhin schied sie bei den U20-Weltmeisterschaften ebendort mit 12,17 s in der ersten Runde über 100 Meter aus und verpasste mit der Staffel mit 49,31 s den Finaleinzug. Daraufhin belegte sie bei den U23-Südamerikameisterschaften in Bucaramanga in 12,07 s den siebten Platz über 100 Meter und gewann mit der 4-mal-400-Meter-Staffel in 4:08,14 min die Bronzemedaille hinter den Teams aus Kolumbien und Brasilien. Im Dezember gewann sie bei den U18-Südamerikameisterschaften in San Luis in 12,35 s die Silbermedaille über 100 Meter und belegte in 24,75 s den siebten Platz im 200-Meter-Lauf. Zudem belegte sie mit der 4-mal-100-Meter-Staffel in 49,00 s den fünften Platz. Im Jahr darauf schied sie bei den Südamerikameisterschaften in Mar del Plata mit 12,02 s und 25,05 s jeweils in der Vorrunde über 100 und 200 Meter aus und belegte im Staffelbewerb in 46,90 s den vierten Platz.
2025 wurde Chirinos peruanische Meisterin im 200-Meter-Lauf.

## Persönliche Bestleistungen
- 100 Meter: 11,79 s (+2,0 m/s), 14. Juni 2024 in Lima
- 200 Meter: 24,86 s (+1,9 m/s), 5. April 2025 in Bogotá